# Paul-Gerhard Blochwitz
Paul-Gerhard Blochwitz (* 14. Januar 1907 in Frankfurt (Oder); † 10. Dezember 1990 in Stuttgart) war ein deutscher Jurist und Generalstaatsanwalt.
Blochwitz legte 1925 in Frankfurt (Oder) das Abitur ab. Er studierte an den Universitäten Tübingen und Breslau Jura. In Tübingen wurde er Mitglied der Studentenverbindung Landsmannschaft Schottland. 1930 promovierte Blochwitz mit einem Werk über die Nebentäterschaft zum Dr. jur.
Nach dem Assessorexamen 1933 war Blochwitz beim Amtsgericht Frankfurt (Oder) tätig. 1946 wurde er Hilfsrichter beim Landgericht Heilbronn und 1955 dessen Direktor.
Blochwitz kam 1957 an das Landgericht Stuttgart. 1957 erfolgte die Ernennung zum Senatspräsidenten des Oberlandesgericht Stuttgart. 1969 wurde Paul-Gerhard Blochwitz schließlich zum Generalstaatsanwalt in Stuttgart berufen.

## Ehrungen
- 1973: Großes Verdienstkreuz der Bundesrepublik Deutschland[1]